# Opel Kapitän (EP)
Opel Kapitän är Åtta Bier Ti Min Fars andra EP och släpptes 1990 på bandets eget bolag Raka Puckar Records. Låtarna finns som bonusspår på Kinapuff!

## Låtar på albumet
| Nr | Titel        |  |
| -- | ------------ |  |
| 1. | Opel Kapitän |  |
| 2. | En liten lur |  |
| 3. | Enkel påg    |  |